# 動員

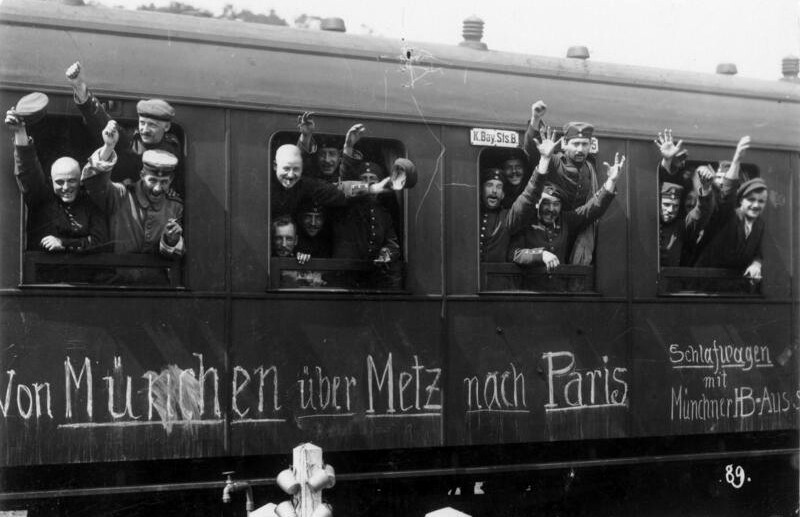
一战时双方均动员了大量缺少作战经验的年轻男性平民充为前线士兵。
图为1914年一列载满德军士兵赶赴西线的火车，车皮上书战争初期鼓吹一举攻克巴黎之口号:
Von München über Metz nach Paris(慕尼黑经梅斯到巴黎)

动员是国家召集军队及物资，为总体战作准备的军事行动。自从征兵、电报及铁路等科技革新在十九世纪兴起后，国家机器短时间内征集大量士兵变得更加容易，而短期内动员大量和平时期非军事人员的策略完全颠覆了战争的规模。首先，电报使即时通讯得以快速传达上级的指令，而铁路使大量从全国各地征召来的士兵得以快速转移和集中，征兵则使国家在和平时期得以保留大量预备役人员而不至影响正常生产生活。
动员从法国大革命时起开始制度化。然而大规模的动员却发生在第一次及第二次世界大战，粗略估计分别有超过7千万和超过1.1亿应征入伍。这一词在军事史上首先于1850年间用作描述普鲁士王国的战争动员工作。自那时起，科技的革新令动员的理论和实际操作策略不断发生改变。与动员相反的军事行为即是复员。

## 罗马帝国时期
据估计，罗马帝国在不同时期能够在紧急动员约6%（公元前81–83年）到10%（公元前210年间）不等的罗马人口。这一般也包括各种缺少战斗经验的民兵。

## 近代
普鲁士王国在1760到1813年间动员了约6-7%的人口，而美利坚联盟国据估计在南北战争（1861–1865）期间动员了11%的人口，瑞典帝国在1709年动员了约7.7%。
一支典型的十七世纪军队，总共由大约20,000名士兵组成，日均消耗20吨的食品，同时需要后勤上供给各类弹药、运输工具（当时基本使用畜力）、被服、安置的住所和其它工具的一类消耗品。如果没有充分的后勤保障，在当时动员这样一支军队既耗时、极为昂贵又可能将所有士兵置于兵变和劫掠一类混乱的境地。当时的士兵一般徒步行进至战区，同时他们还需要备负着自己的补给品和各类装备。由于这些原因，当时的军队一般会在行军时独立觅食（强徵给养或自行解决），但这是在行军途中尚有人烟和农业耕作为前提的。
但是随着征召这一类国家政策的产生，本国内更多的人口、物资能够被调动起来而为十九世纪的军队服务。这样一来，一般19世纪军队的规模能够增加到100,000人。举例来说，1812年拿破仑率领600,000人的大军团入侵沙俄时，后勤供给就是得益于马铃薯一类新大陆带来的农作物能够供应更多的人口的帮助。尽管规模上扩大了，这样一支规模的军队的动员之耗时也远超过去的情形。

## 一战期间的动员

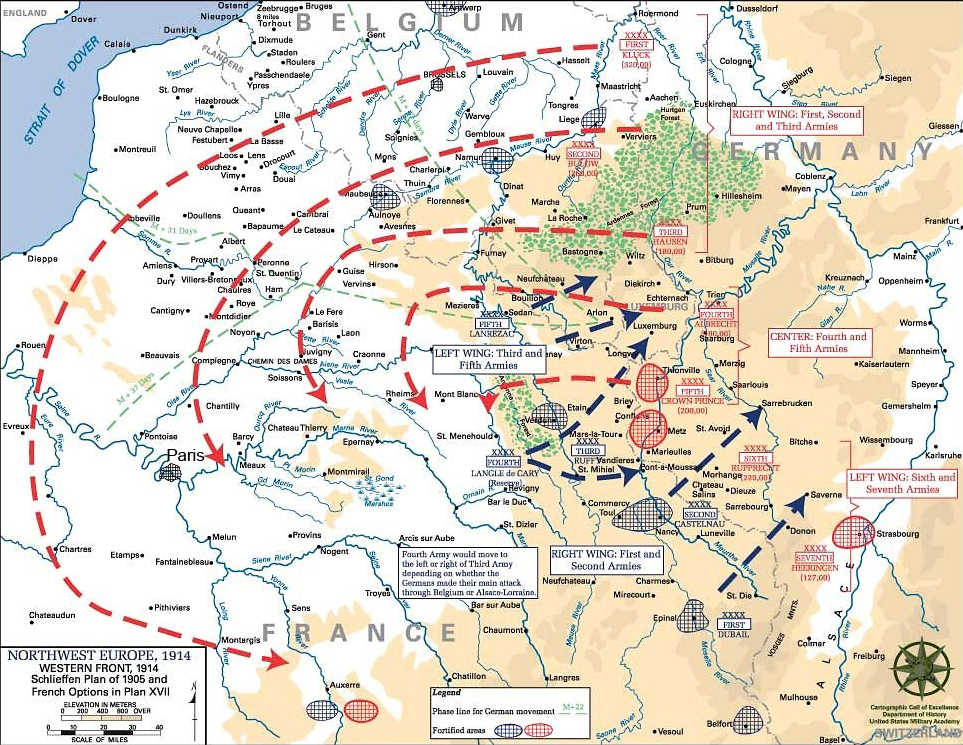
施里芬计划地图图纸，包括预计中法国的反击攻势

一战的动员动辄数百万士卒，大批枪炮、舰船和后勤。因此，一旦一国宣布动员便是牵一发而动全身，不能轻易复员；军事计划的精确性也不能因外交的往来而随时更替。从当时欧洲普遍的惯例和法律条例来看，各国出于本国国防安全的考虑，又鉴于世界大战的空前规模和对战前军事计划的要求，认定任何假想敌国的总动员均可视为本国合法的战争借口（英語：casus belli）。
当时的军事观点认为，压倒敌国的士兵人数和枪炮舰艇是战争取胜的关键。英德海军军备竞赛开始后，德国出台了第二条海军法。至1914年时，大英帝国已经是唯一一个没有征召制度的欧洲列强，而其它所有大国（奥匈帝国、意大利王国、法兰西第三共和国、德意志帝国以及俄罗斯帝国)都依赖于强制性的义务役兵役法征召数以百万计的男性平民。1913年，法国通过了三年法案来扩充應徵士兵的服役規模以匹配德國軍隊的規模，希望以4000萬人口对抗德国麾下6500萬人口。庞大的士兵数目使得各国在和平时期都不可能承受维持全部兵员的财力，因此多数预备役人员往往缺乏训练。战时多达数百万缺少训练的士兵在数百公里的泥泞战线上机动何其容易导致混乱，因此全面、准时的军事计划和调度关乎百万士兵的性命和战争的前途。而这些计划一般是将领在考虑不同战争假想情形时定下的预计方案，因而在其起草时多没有考虑到单个战场的实际情况出入。
以德国一战的总动员为例：在德军事决策层电令全国，要求动员入伍准备打响战争之时，他们实际上已经考虑到俄国会随之动员、法国会被俄国拉入战火中这二者会一同发生。施里芬计划因此没有顾及外交的复杂微妙情况，直接要求德军不论法国之外交姿态，直接进攻比利时（当时是英国盟友）并沿海进军包抄法国前线。德皇威廉二世同意了这一计划，并指令在德军击溃西线法军后再回头击败东线俄国。

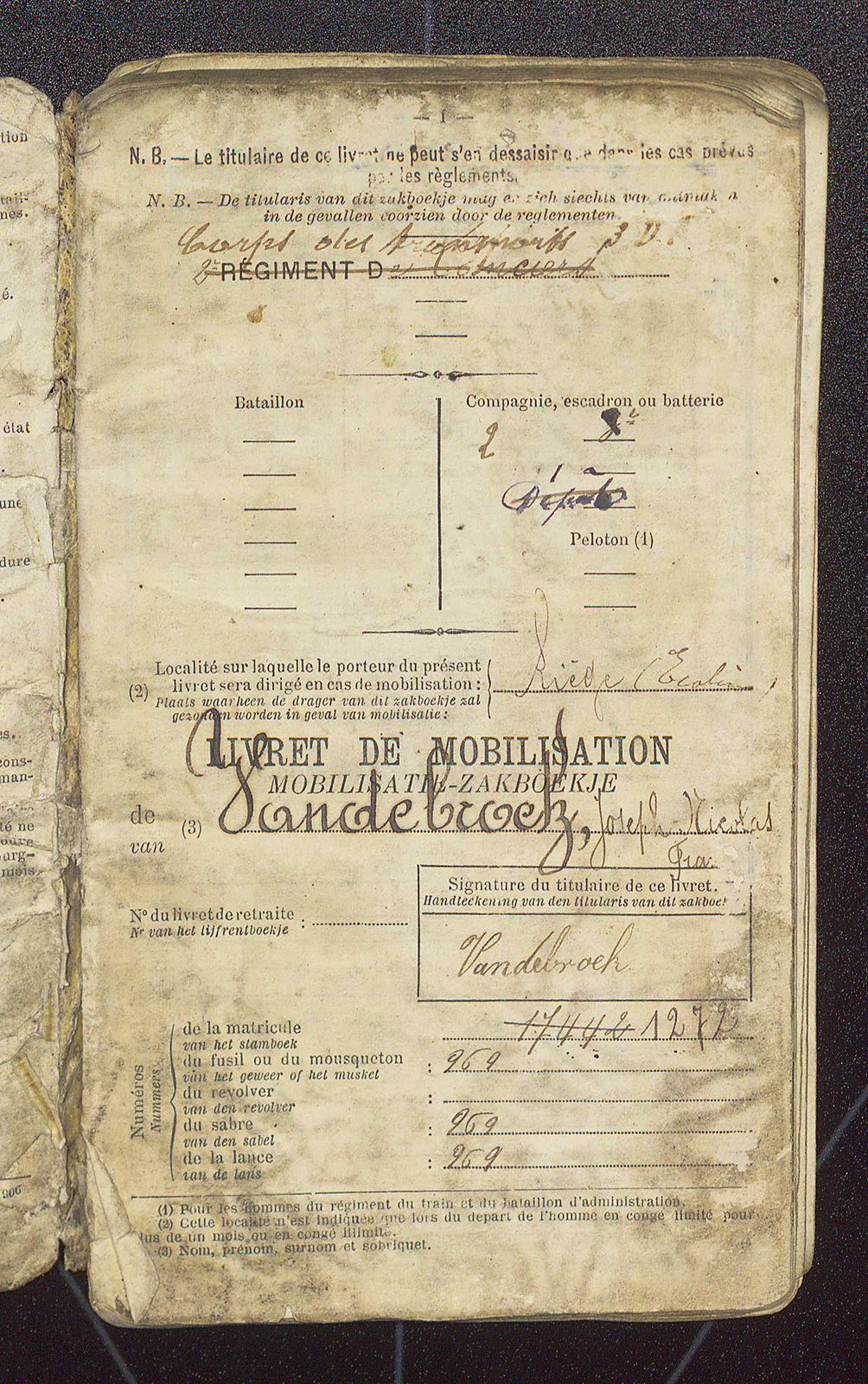
比利时一纸动员平民入伍至一枪骑兵团的通知

相似地，俄国最高統帥部的作战计划也直接确认一旦与德国和奥匈帝国其一宣战，俄国必然同时与另一国开战。尽管最高统帅部制定了作战重心不同的方案，他们认为一旦开战就必须发起动员，并立刻在与二国交界的国境线上部署重兵。1914年7月28日，沙皇尼古拉二世（威廉二世之侄子）下令针对奥匈帝国进行部分动员。尽管当时俄奥两国之间几乎肯定会爆发战争，尼古拉二世与威廉二世仍通过电报进行了著名的威利-尼基对话来试图避免俄德间的战争。但是，沙皇的参谋们认为与德皇的对话仅仅是一厢情愿：因为不论外交辞令的成功与否，一旦俄国与奥匈帝国开战，德国势必将加入她的盟友；而落于人后的动员指令将可能导致缺乏重兵的前线被德国人突破。7月29日，沙皇下令使俄罗斯帝国全国总动员，只是威廉二世的一封请求电报让他改变决定将总动员改回部分动员。随后的第二天，在俄国外交大臣谢尔盖·萨宗诺夫和一干军事将领的强硬说服下，沙皇再次下令总动员。作为回应，德意志帝国在当天对俄宣战。
根据参谋部长小赫尔穆特·冯·毛奇改动后的施里芬计划，德国在宣战后即假定两线作战并进行全国动员。8月1日，德国入侵卢森堡。8月2日，德国对比利时下达最后通牒，蛮横要求无条件军事通行权（尽管英国要求德法两国尊重比利时的中立姿态）。8月3日，德国对法宣战，次日对比利时宣战。对比利时的宣战违反了德、英、法等国之间相当古老的1839年伦敦条约，因此英国根据此战争借口于4日对德宣战。
至此，在世界大战的阴云下，敌对的三国同盟与三国协约各国之间计划已久动员方案终究将自己推向了战争的深渊。讽刺的是，这两个导致战争的复杂同盟关系名义上却根本没有调用起来。
在各国纷纷宣布总动员后，国内普通士兵大多抱有在战争初期的一片好战、爱国的热情，踊跃争赴前线。被动员的民众因为突然不用再工作的缘故，如同欢迎过节一般欢迎动员令的到来；有的士兵甚至带着插上鲜花的步枪乘着火车来到前线。德国安排了11,000车次运兵火车将士兵们送过莱茵河，法国则使用了7,000辆运输火车。各国还动用了大量马匹以供军用：英国动用了165,000匹来作为骑兵马匹，奥匈帝国则用了600,000匹，德国是715,000匹，而俄国则动用了超过了1百万匹。
大批士兵的动员令第一次世界大战成为人类世上最血腥晦暗的书页之一：约有1千万军事人员在战争因各种原因死亡，超过1千万平民无辜死去；因战争受伤的人数超过2千1百万。

## 二战期间的动员

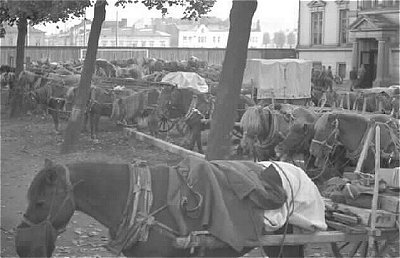
冬季战争前被征调的马车

1939年8月24日，随着英波軍事同盟与纳粹德国的冲突日趋白热化，波兰第二共和国发出局部动员令，8月30日改为全面动员。1939年9月1日，德国入侵波兰，法国和英国向德国宣战。尽管如此，英法两国的动员进展缓慢，到波兰被被轴心国占领时，只有法国在萨尔河畔进行假战。
1939年8月25日，针对不断恶化的外交危机，加拿大宣布局部动员。1939年9月1日，加拿大现役部队宣布动员；同年9月10日，加拿大宣战。1939年12月，加拿大只派出一个师部，政府希望遵守“有限责任”的战争政策。1940年5月法国遭入侵，加拿大打破此前政策，再向前线派三个师，并在之后的1940年8月派出加拿大第二师，其中部分部队被派往冰岛和紐芬蘭與拉布拉多省执行驻军任务，之后再前往英国。加拿大还于1940年动用《国家资源动员法》，强制要求全国适龄男性到军队服役，但实际上到1944年才向海外出兵。在此之前，一部分应征的人士于1943年参加阿留申群島戰役。日军在加拿大军登岛前就已经撤离，日本未能在该岛建立防线。由于阿留申群岛从本质上讲是北美领土，到该岛服役不算去海外。
英国直接调动22%的人口服役，为二战各国最多。

## 二战后的动员
俄罗斯总统弗拉基米尔·普京于2022年9月21日发出局部动员令，预计征召30万预备役人员。

## 备注
1. ↑  关于第二次世界大战的总征兵数，由于现有的资料主要针对伤亡而非服役人数，无法确切估计

## 外部連結
- Online version of The army and economic mobilization (1959), by R. Elberton Smith （页面存档备份，存于）
- Swiss government PDF on mobilization (German) （页面存档备份，存于）
- mobilization procedure of the Austrian Federal Army (in German) （页面存档备份，存于）
- Economic mobilization since World War II
- Mobilisation